# Curt Hartzell
Curt Hartzell (Norrköping, 3 de setembre de 1891 – Estocolm, 17 de gener de 1975) va ser un gimnasta artístic suec que va competir a començaments del segle xx.
El 1912 va prendre part en els Jocs Olímpics d'Estocolm, on va guanyar la medalla d'or en el concurs per equips, sistema suec del programa de gimnàstica.